# Aegle matutinalis
Aegle matutinalis là một loài bướm đêm trong họ Noctuidae.